# Epo (gruppo musicale)
Gli Epo sono un gruppo rock italiano di origine napoletana. Un peculiare aspetto della loro ricerca sonora è la commistione tra generi diversi, quali il rock, il pop, la canzone d'autore e l'elettronica.

## Storia
Gli EPO nascono nel 2000 dall'incontro tra la sensibilità artistica del chitarrista e autore Ciro Tuzzi e le idee del produttore e tastierista Mario Conte; l'intenzione è quella di fornire una chiave di lettura nuova e attuale a canzoni ispirate e mai banali, nel solco della tradizione del miglior songwriting italiano, e non solo.
Nell'inverno del 2002 registrano e danno alle stampe il loro disco d'esordio, Il mattino ha loro in bocca che immediatamente s'impone all'attenzione di pubblico e addetti ai lavori.
Nel 2003 dopo aver calcato il palco del Premio Ciampi e aver conseguito il terzo posto al premio 'Fuori dal Mucchio' per il miglior album d'esordio, gli Epo scelgono di non continuare i rapporti con la casa discografica e di fondare la casa di produzione Blend'r per la quale viene ristampato il lavoro d'esordio reintitolato semplicemente Epo, a testimonianza del nuovo corso intrapreso. Il disco contiene una nuova versione di Anna per la compilation-tributo a Lucio Battisti allegata al Mucchio Extra dell'estate 2005.
Dopo un anno e mezzo di lavoro, speso tra pre-produzione e registrazione, viene pubblicato Silenzio Assenso, edito da Blend'r e distribuito dalla Venus; le reazioni di stampa, addetti ai lavori e pubblico al disco sono ancora una volta più che positive.
Il video di 'Sporco', primo singolo estratto, va in rotazione sui maggiori canali musicali. Il gruppo viene invitato dal regista e vee-jay Alex Infascelli a firmare il divano più famoso dell'indie italiano, quello del programma 'Brand: New'.
Ancora più fortuna riceve il videoclip del secondo singolo, 'In cattività'. Il video, girato tra Siviglia, Sagrès e Lisbona è stato in rotazione sui canali dedicati di MTV, Allmusic e Rock TV. Un successo coronato dalla partecipazione degli Epo a Total Request Live (conosciuta anche con l'acronimo di TRL), una delle trasmissioni di maggior successo di MTV.
Dopo un'estate in tour sui palchi dei più noti festival italiani (Italia Wave, Neapolis) gli Epo sono invitati da MTV.IT a partecipare ad un live esclusivo pensato per artisti come Editors, The Styles e Cristina Donà.
Nel dicembre del 2007 MTV.IT pubblica la classifica internazionale dei migliori 10 dischi del 2007 egli EPO sono inseriti con nomi sacri della musica mondiale accanto a Radiohead, Interpol e PJ Harvey.
Dal 2008 la necessità di tornare a dei suoni più scarni e ad atmosfere più intime porta alla realizzazione di un ep scaricabile in free download seguito da una serie di concerti in dimensione acustica con una formazione inedita.
Il 12 maggio 2012 è uscito “Ogni Cosa è Al Suo Posto” – il terzo lavoro in studio degli EPO è licenziato da Polosud Records e Missato da Gianluca Vaccaro. Tra gli ospiti figurano Marina Rei, Pierpaolo Ranieri (già al basso con Marina Rei Paola Turci, Paul Gilbert) Giovanni Truppi, Dario Sansone (FOJA), Gnut gli Onirica e Claudia Sorvillo.
“Ogni Cosa è Al Suo Posto” è stato annunciato da “A piedi Nudi Sui Vetri” – brano supportato da un emozionante corto a cura dei THE JACKAL (già con 99 Posse e Caparezza) in esclusiva per Rolling Stone - nella settimana immediatamente precedente al lancio del disco.
“Perdermi” – questa volta in esclusiva su fanpage – ancora ad opera di Francesco Ebbasta (THE JACKAL) è il primo singolo estratto e mostra la nuova formazione che vede Ciro Tuzzi affiancato da Michele De Finis alle chitarre e Jonathan Maurano; il risultato è un suono ulteriormente sfaccettato che affianca al talento cantautorale del frontman sensazioni effettistiche, un ritrovato gusto per la dilatazione senza trascurare le scelte che oramai sono la cifra stilistica della band.
Nelle ultime battute del 2015 gli EPO sono protagonisti di una trionfale campagna crowdfunding su Musicraiser per la realizzazione di due lavori indipendenti, entrambi con il producer Daniele “Ilmafio” Tortora (già al lavoro con Daniele Silvestri, Afterhours, Diodato) ; un EP -  “Serpenti” - uscito nel Gennaio 2016, ed “Enea” (Soundfly records) in uscita il 1 Marzo 2019, che unisce la tradizione partenopea ad un sound internazionale con Roy Paci ai fiati e con gli archi di Rodrigo D'Erasmo (Afterhours).

## Formazione
dal 2002 al 2006 
- Ciro Tuzzi (voce, chitarra)
- Mario Conte (piano, synth)
- Pasquale Punzo (chitarra)
- Alessandro Innaro (basso)
- Daniele Parascandolo (batteria)
- Giuseppe Innaro (tecnico del suono)

dal 2006 al 2008
- Ciro Tuzzi (voce, chitarra)
- Mario Conte (piano, synth)
- Alessandro Innaro (basso)
- Daniele Parascandolo (batteria)
- Giuseppe Innaro (tecnico del suono)

dal 2008 al 2012
- Ciro Tuzzi (voce, chitarra)
- Alessandro Innaro (basso)
- Michele De Finis (chitarra)
- Jonathan Maurano (batteria)
- Giuseppe Innaro (tecnico del suono)

Dal 2013 ad oggi
- Ciro Tuzzi (voce, chitarra)
- Michele De Finis (chitarra) (basso)
- Jonathan Maurano (batteria)
- Gabriele Lazzarotti (basso)
- Mauro Rosati (Tastiere)

## Discografia
- Il mattino ha l'oro in bocca, (2002) - album (Divert/Venus)
- Epo, (2005) - ristampa de "Il mattino ha l'oro in bocca" (Blend'r/Self)
- Silenzio Assenso, (2007) - album (Blend'r/Venus)
- Silenzio Assenso - Limited edition, (2007) - album
- Ogni cosa è al suo posto, (2012) - album (Polosud Records/Ird)
- Serpenti (2015) - EP (Le Narcisse)
- Enea (2019) - album (Soundfly records)

### Videoclip
- 2007 - Sporco, regia di Valentina Bersiga, tratto dal disco "Silenzio Assenso" (2007, Blend'r)
- 2008 - In Cattività, regia di Marco Bellone, tratto dal disco "Silenzio Assenso" (2007, Blend'r)
- 2012 - A piedi nudi sui vetri, regia di Francesco Ebbasta, tratto dal disco "Ogni cosa è al suo posto" (2012, PoloSud)
- 2012 - Perdermi, regia di Francesco Ebbasta, tratto dal disco "Ogni cosa è al suo posto" (2012, PoloSud)
- 2012 - Notte doce, regia di COFFEE BITS, tratto dal disco "Ogni cosa è al suo posto" (2012, PoloSud)